# Glascock megye
Glascock megye az Amerikai Egyesült Államokban, azon belül Georgia államban található. Megyeszékhelye és legnagyobb városa Gibson. Lakosainak száma 2884 fő (2020. április 1.). Glascock megye Warren, Washington, Hancock és Jefferson megyékkel határos.

## Népesség
A megye népességének változása:
| Lakosok száma | 3065 | 3108 | 3130 | 3102 | 3065 | 2884 |
|               | 2010 | 2011 | 2012 | 2013 | 2015 | 2020 |